# واشنطن شيفيلد
واشنطن شيفيلد (بالإنجليزية: Washington Sheffield)‏ هو شخصية أعمال ومخترع وطبيب أسنان أمريكي، ولد في 23 أبريل 1827 في نيو لندن في الولايات المتحدة، وتوفي بنفس المكان في 4 نوفمبر 1897.